# Turenne (Corrèze)
Turenne település Franciaországban, Corrèze megyében. Lakosainak száma 803 fő (2022. január 1.). Turenne Cosnac, Jugeals-Nazareth, Lanteuil, Ligneyrac, Nespouls, Noailhac és Cressensac-Sarrazac községekkel határos.

## Népesség
A település népessége az elmúlt években az alábbi módon változott:
| Lakosok száma | 705  | 718  | 740  | 795  | 807  | 836  | 838  | 811  | 809  | 803  |
|               | 1968 | 1982 | 1990 | 2006 | 2013 | 2015 | 2017 | 2019 | 2020 | 2022 |